# Tortula chionostoma
Tortula chionostoma là một loài Rêu trong họ Pottiaceae. Loài này được (Venturi) Broth. miêu tả khoa học đầu tiên năm 1902.